# طريق محمد القاسم للمرور السريع
طريق محمد القاسم للمرور السريع أو شارع محمد بن القاسم الثقفي هو طريق سريع في بغداد يبلغ طوله 20 كيلومتر، يربط مناطق جنوب العاصمة بغداد بمناطق شمال العاصمة. بوشر العمل في المرحلة الأولى ذات الخمسة كيلومترات يوم 25 أيار سنة 1978م، ابتداء من تقاطع شارع صفي الدين الحلي إلى محطة تعبئة الكيلاني، وفي 1979م وضع حجر الأساس،[بحاجة لمصدر] وأفتتح الطريق في عام 1983م.